# Монтрезоры
Монтрезор (пол. Montrezor) — дворянский род.
Потомство Клода де Бурдейль (fr:Claude de Bourdeille, 1606—1663), графа де Монтрезор, сын которого выехал в XVIII в. в Польшу. Правнук последнего, Карл Лукьянович (Карл-Викентий, 1786—1879), был генералом от кавалерии и состоял при особе императора Александра II.
Род Монтрезор внесён во II и VI ч. родословных книг Курской и Киевской губерний.